# Bistum Taichung
Das Bistum Taichung (lateinisch Dioecesis Taichungensis) ist ein in Taiwan gelegenes Bistum der römisch-katholischen Kirche mit Sitz in Taichung. Es umfasst die Stadt Taichung sowie die Landkreise Changhua und Nantou im westlichen Teil der Insel Taiwan.

## Geschichte
Papst Pius XII. gründete die Apostolische Präfektur Taichung am 10. August 1950 aus Gebietsabtretungen der Apostolischen Präfektur Taipeh. Sie wurde 1952 dem Erzbistum Taipeh als Suffragandiözese unterstellt.
Mit der Apostolischen Konstitution Cum Deo iuvante wurde sie am 16. April 1962 zum Bistum erhoben.

## Ordinarien

### Apostolischer Präfekt von Taichung
- William Francis Kupfer MM (26. Januar 1951 – 16. April 1962)

### Bischöfe von Taichung
- William Francis Kupfer MM (16. April 1962 – 25. Juni 1986)
- Joseph Wang Yu-jung (25. Juni 1986 – 25. Juni 2007)
- Martin Su Yao-wen (seit 25. Juni 2007)

## Weblinks

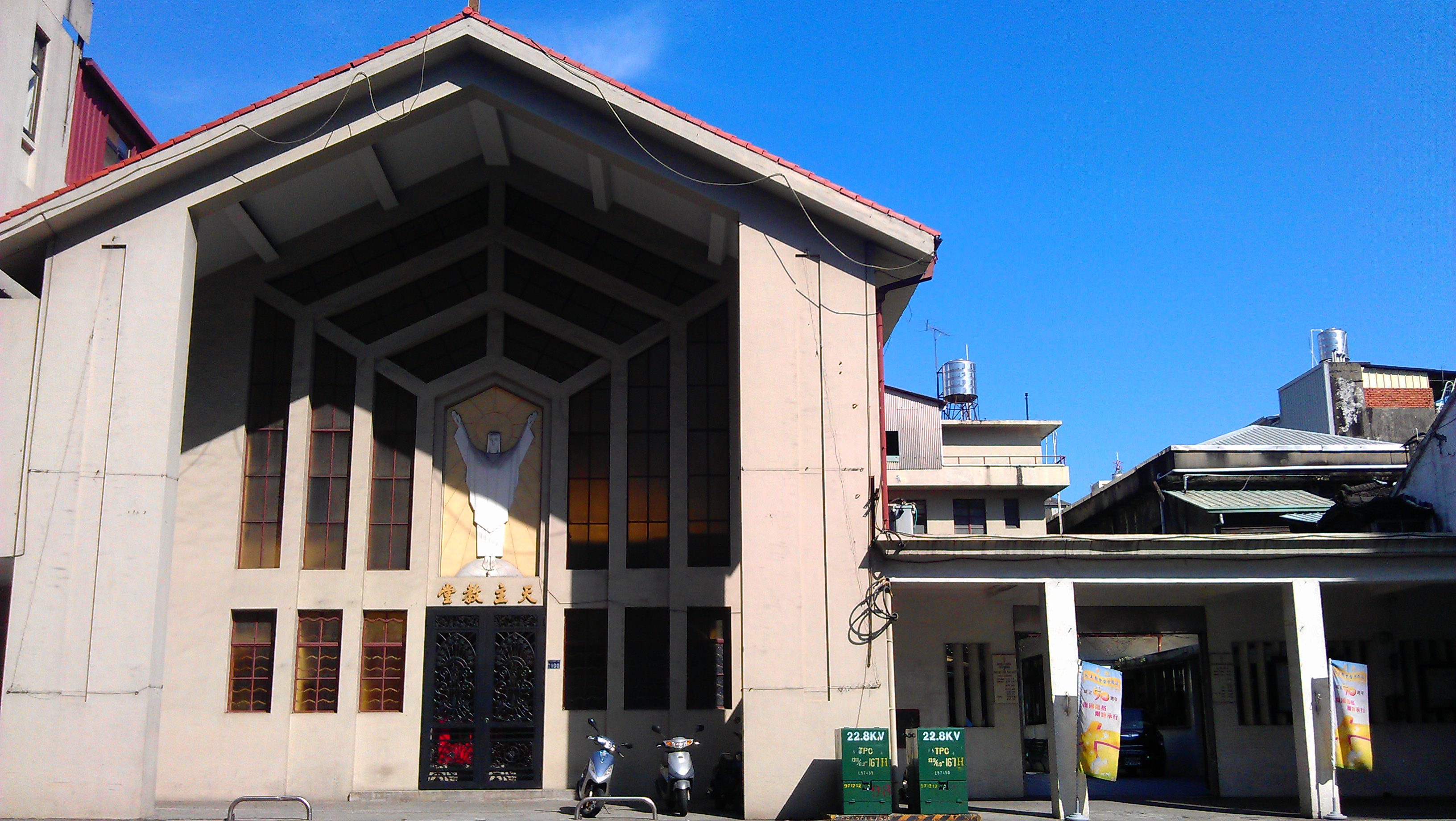
Die Kathedrale in Taichung